# Bitwa pod Groix
Bitwa pod Groix – starcie zbrojne, które miało miejsce 23 czerwca 1795 roku podczas wojny Francji z pierwszą koalicją. Bitwa stoczona została w okolicach zachodniego wybrzeża Francji.
Na południowy zachód od wyspy Groix flota brytyjska złożona z 14 okrętów liniowych, dowodzona przez admirała Hooda, wicehrabiego Bridport (okręt flagowy Royal George) przepędziła liczącą 12 okrętów francuską flotę wiceadmirała de Joyeuse'a. W trakcie trwającej 2 godziny i 40 minut bitwy Anglicy zdobyli 3 francuskie okręty. Walkę przerwano, gdy obie floty zniosło zbyt blisko wybrzeża. Później wicehrabia Bridport był ostro krytykowany za błąd, który sprawił, że bitwa musiała zostać nagle przerwana, co zmniejszyło rozmiary zwycięstwa, pozwalając pozostałym francuskim okrętom na ucieczkę.

## Lista okrętów
Tylko okręty oznaczone znakiem * wzięły udział w walce.

### Wielka Brytania
Royal George* 100 (admirał Alexander Hood, kapitan William Domett)

Queen Charlotte* 100 (kapitan Andrew Snape Douglas)

Queen 98 (wiceadmirał Alan Gardner, kapitan William Bedford)

London 98 (wiceadmirał John Colpoys, kapitan Edward Griffith)

Prince of Wales 98 (kontradmirał Henry Harvey, kapitan John Bazely)

Prince 98 (kapitan Charles Powell Hamilton)

Barfleur 98 (kapitan James Richard Dacres)

Prince George 98 (kapitan William Edge)

Sans Pareil* 80 (wiceadmirał Lord Hugh Seymour, kapitan William Browell)

Valiant 74 (kapitan Christopher Parker)

Orion* 74 (kapitan James Saumarez)

Irresistible* 74 (kapitan Richard Grindall)

Russell* 74 (kapitan Thomas Larcom)

Colossus* 74 (kapitan John Monkton)

Thalia 36 (kapitan Lord Henry Paulet)

Nymphe 36 (kapitan George Murray)

Aquilon 32 (kapitan Robert Barlow)

Astraea 32 (kapitan Richard Lane)

Babet 20 (kapitan Edward Codrington)

Maegera 14 (brander) (kapitan Henry Blackwood)

Incendiary 14 (brander) (kapitan John Draper)

Charon 44 (statek szpitalny) komandor Walter Locke)

Argus (lugier) 14

Dolly (lugier) 14

### Francja
Peuple Souverain* 118

Alexandre* 74 (François-Charles Guillemet) – zdobyty przez Anglików

Droits de l'Homme 74

Formidable* 74 (Charles-Alexandre Durand-Linois) – zdobyty przez Anglików

Fougueux 74

Jean Bart 74

Mucius* 74

Nestor* 74

Révolutionnaire

Redoutable* 74

Tigre* 74 (Jacques Bedout) – zdobyty przez Anglików

Wattignies* 74

Zélé 74